# 쿠바트베크 보로노프
쿠바트베크 아이일치예비치 보로노프(러시아어: Кубатбек Айылчиевич Боронов, 키르기스어: Кубатбек Айылчыевич Боронов, 1964년 12월 15일 오시주 ~ )는 키르기스스탄의 정치인이다.
보로노프는 2018년 4월부터 2020년 6월까지 제1부총리직을 지냈다. 2020년 6월 17일부로 총리로 임명하였다. 그러나 10월 6일 총리직에서 사임하였다. 10월 9일 소론바이 젠베코프 대통령이 사임을 수락했다.